# Åmål (Gemeinde)
Koordinaten: 59° 3′ N, 12° 42′ O

Åmål ist eine Gemeinde (schwedisch kommun) in der schwedischen Provinz Västra Götalands län und der historischen Provinz Dalsland. Sie liegt am Westufer des Sees Vänern und hat eine Fläche von 481 km² sowie 12.229 Einwohner (Stand 31. Dez. 2013). Hauptort ist die Stadt Åmål.

## Geographie
Die Gemeinde Åmål erstreckt sich ungefähr 40 Kilometer längs des Westufers des Vänersees. Dem Ufer vorgelagert sind zahlreiche kleinere Schären. Das Hinterland ist reich an Seen. Im Westen der Gemeinde zieht sich ein System von langen, aber schmalen Seen (Edslan, Knarrbysjön, Ärr und Ånimmen) von Norden nach Süden durch das gesamte Gemeindegebiet.

## Geschichte
Vor der Zusammenlegung von Älvsborgs län, Skaraborgs län und Göteborgs och Bohus län zu Västra Götalands län gehörte Åmål zur Provinz Älvsborgs län.

## Größere Orte
Ortschaften mit dem Status eines Tätort sind:
- Åmål
- Fengersfors
- Tösse

## Städtepartnerschaften
Åmål hat sieben Partnerstädte:
| Finnland           | Loimaa, Finnland        |
| Estland            | Türi, Estland           |
| Norwegen           | Drøbak, Norwegen        |
| Danemark           | Grenaa, Dänemark        |
| Deutschland        | Gadebusch, Deutschland  |
| Vereinigte Staaten | De Pere, Wisconsin, USA |
| Bulgarien          | Kubrat, Bulgarien       |